# Fidel Sebastián Mediavilla
Fidel Sebastián Mediavilla (Calatayud, Zaragoza, 1948) es un filólogo español, experto en  puntuación del siglo de Oro y estudioso de santa Teresa de Jesús.

## Biografía
Fidel Sebastián Mediavilla nació en 1948 en Calatayud, donde cursó el bachillerato. En la Facultad de Filosofía y Letras de la Universidad de Zaragoza, formó parte de la primera promoción de Filología Románica.
Hasta los cincuenta años trabajó en equipos de dirección de colegios promovidos por padres de alumnos en las ciudades de Barcelona, Lérida y Tarragona. En ellos, orientó e impulsó la colaboración entre el centro educativo y las familias. Su aportación en este campo se recoge en un opúsculo que publicó en 1997 con el título de Padres y profesores.
Se doctoró en la Universidad Autónoma de Barcelona con una tesis dirigida por el académico Francisco Rico sobre «La puntuación en el Siglo de Oro: teoría y práctica». Especialista en esta materia, ha recopilado y comentado las doctrinas y los sistemas de puntuación y acentuación desde la Antigüedad. En La puntuación del Quijote (2007 y 2008) ha definido la práctica en las imprentas de la época; y el trabajo específico de su personal en Correcciones y correctores de imprenta en el Siglo de Oro (2020).
Inspirado por una intuición de Alberto Blecua,  y animado por el mismo Rico, ha desarrollado un nuevo instrumento para la crítica textual —el estudio comparado de la puntuación en manuscritos e impresos—, que ha servido, por ejemplo, para precisar el stemma del Lazarillo (2008) y La Celestina (2010), y dirimir cuestiones disputadas en la obra de Mateo Alemán (2008) y Malón de Chaide (2009 y 2012).
Buscando la dependencia de la puntuación de sus antecedentes griegos y latinos, ha publicado un capítulo en Signes dans les textes, textes sur les signes (Lieja, 2017), y otro sobre la influencia del más famoso impresor veneciano: “la lenta incorporación del punto y coma aldino” en Aldo Manuzio en la España del Renacimiento (2021).

## Publicaciones
Como editor de textos, ha publicado, para la colección Biblioteca Clásica de la Real Academia Española, el Libro de la vida de santa Teresa de Jesús (2014) e Introducción del símbolo de la fe de fray Luis de Granada (2021). En otras colecciones, el Breve tratado de ortografía de Juan de Palafox (2019), Guerra entre buenos de Lorenzo Gracián (2019); Peregrinación de Anastasio, de Jerónimo Gracián (2021); y la Recopilación breve del "Libro de la oración y meditación", y "Vita Christi" de fray Luis de Granda (Ediciones Rialp, 2024).
Se ha aproximado a las peculiaridades del habla aragonesa con el estudio de los «Poemas aragoneses de Cristino Gasós» (2012) y la edición crítica de Líneas cortas y otros poemas, del mismo autor (2011).
El interés por la historia de su tierra natal le ha llevado a investigar la vida del monasterio de carmelitas descalzas de Calatayud desde su fundación en 1603 hasta su cierre en 1999, y la fundación que llevaron a cabo en Líbano un grupo de monjas que salieron de allí en 1961 y 1962 (Descalzas de Calatayud a Beirut, 2020; y Dentro y fuera de la reja, en prensa). Ha publicado una biografía del carmelita bilbilitano Domingo Ruzola, héroe de la batalla de la Montaña Blanca, que murió en Viena, en el palacio imperial, el año 1630.Para poner de manifiesto la importancia que tiene Calatayud como cuna de las lugartenencias españolas de la Orden del Santo Sepulcro de Jerusalén, ha escrito algunos artículos de divulgación.
Enlazando con la edición de algunos místicos del Siglo de Oro, ha publicado (2023) la edición crítica de Camino, de san Josemaría Escrivá de Balaguer, en la colección del Centro para la Edición de los Clásicos Españoles que fundó y dirige Francisco Rico.
Con motivo del V Centenario del nacimiento de santa Teresa de Jesús, dictó conferencias en Barcelona y Toledo el año 2015; el 2016, en Lviv (Ucrania) y Ávila; el 2017, en Tromso (Noruega). Y en Salamanca, para conmemorar el I Centenario del Doctorado Honoris Causa de la santa por aquella universidad.
La edición italiana del Libro de la vida de santa Teresa publicada por los Carmelitas Descalzos (Roma, 2021) ha tomado como texto base la edición crítica de Fidel Sebastián para la RAE.